# Macrozamia

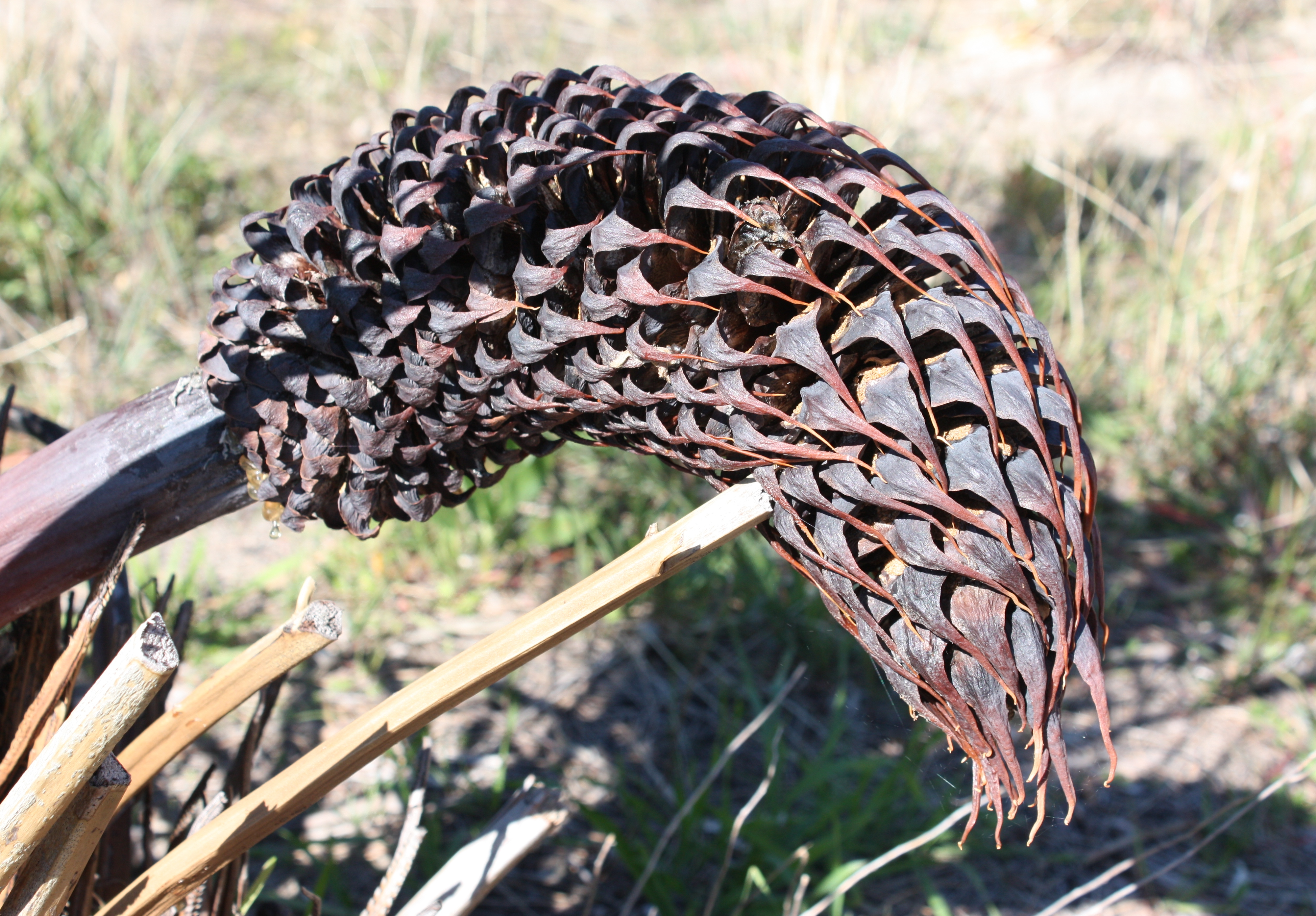
Cone de Macrozamia fraseri.

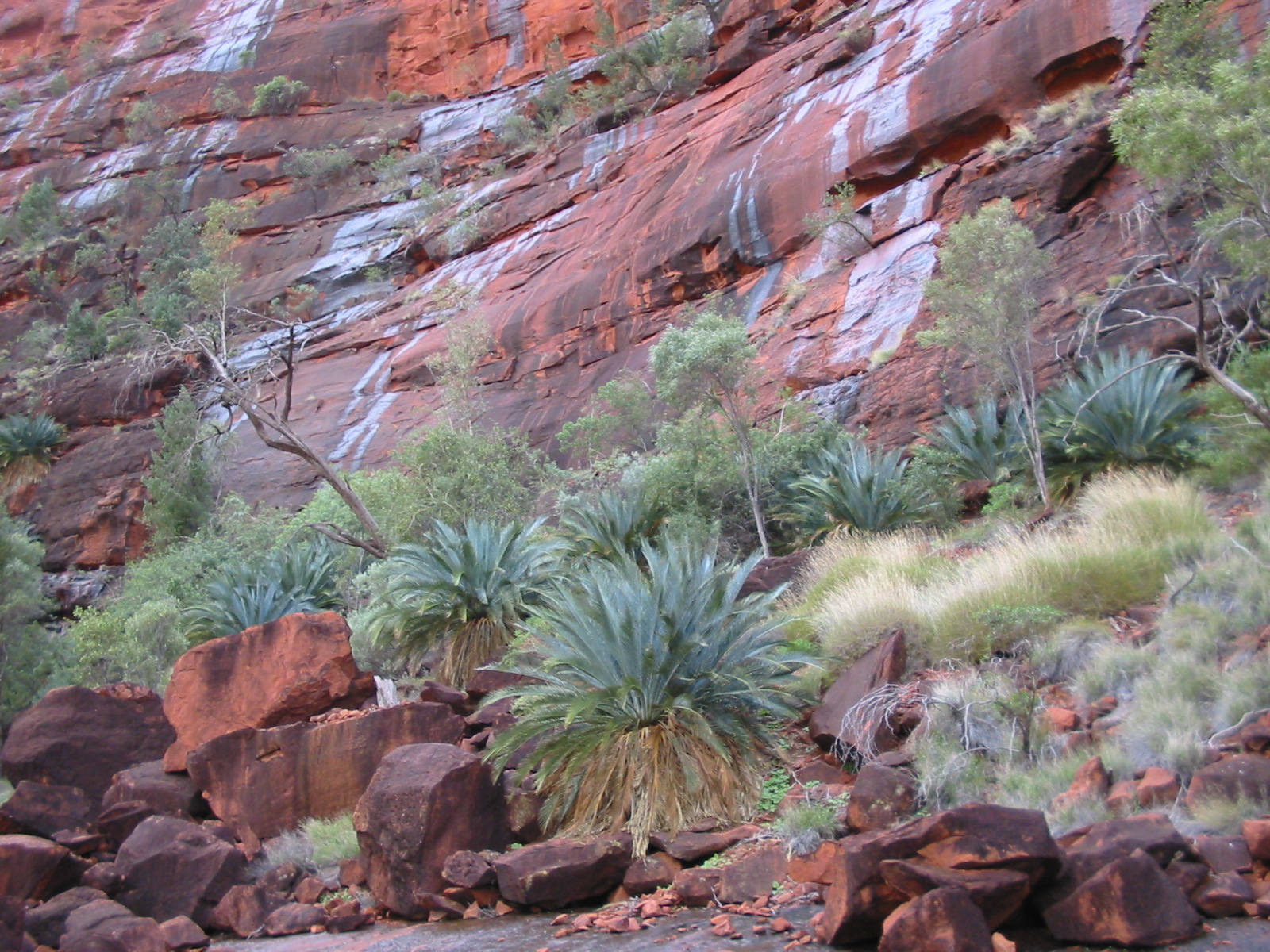
Macrozamia macdonnellii em Cycad Gorge, Finke Gorge National Park, Terrritório do Norte.

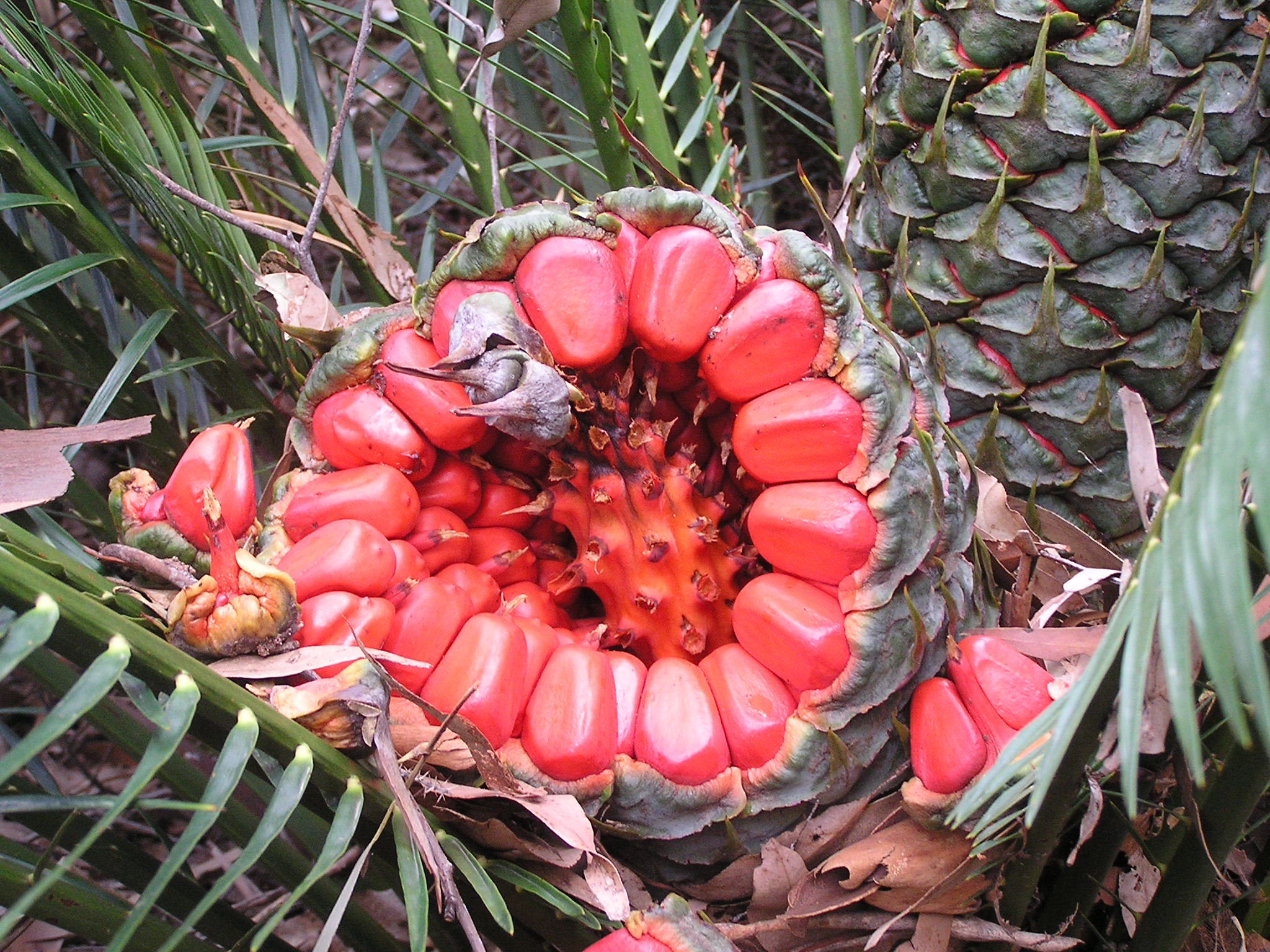
Semente de M.communis

Macrozamia (também conhecida pelo nome comum de burrawang) é um género que agrupa 38-40 espécies de cicas (Cycadidae) pertencente à família Zamiaceae, com distribuição natural restrita à Austrália. A maioria das espécies são endemismos no leste da Austrália e no sudoeste de Queensland e Nova Gales do Sul, com uma espécie na Cordilheira MacDonnell do Território do Norte e três no sul da  Austrália Ocidental. Várias partes detas plantas foram utilizadas como alimento e para confeção de material têxtil, mas a maioria dos quais é tóxica se não for processada corretamente.

## Descrição
Este género de cicas apresenta tronco parcialmente subterrâneo, de altura pequena a média, com uma coroa de folhas semelhantes a palmeiras. As plantas são dioicas e apresentam grandes cones, tornando-se os cones femininos ainda maiores quando amadurecem, contendo partes reprodutivas de grande tamanho.
O nome comum burrawang, originalmente referido a  M. communis na língua dharuk, é frequentemente usada para todas as espécies do género. A maior diversidade de espécies ocorre no leste da Austrália, especialmente no sudeste de Queensland e na Nova Gales do Sul, com uma espécie na Cordilheira Macdonnell do Território do Norte e três na região sudoeste da Austrália.

## Taxonomia
A primeira descrição do género foi publicada em 1842 por Friedrich Anton Wilhelm Miquel, nas su aobra intitulada Monographia Cycadearum, sem designar uma espécie-tipo.
O nome comum burrawang, originalmente referindo-se a Macrozamia communis na língua dharuk, é frequentemente usado para todas as espécies do género. Nomes informais publicados na listagem estadual para o género incluem rickets (Bailey, 1931) em Queensland, um nome também usado na Austrália Ocidental para os sintomas de ingestão de espécies deste género por gado, e os termos zamia, zamia palm, burrawang palm (Ross, 1989) e djeeri (Hopper, 2014) continuaram a ser observados pelos autores de New South Wales, QLD e WA em usos específicos e genéricos.
| Imagem | Nome científico            | Distribuição                          |
| ------ | -------------------------- | ------------------------------------- |
|        | Macrozamia cardiacensis    | SE Queensland                         |
|        | Macrozamia communis        | Costa leste da [8New South Wales]]    |
|        | Macrozamia concinna        | New South Wales                       |
|        | Macrozamia conferta        | SE Queensland                         |
|        | Macrozamia cranei          | SE Queensland                         |
|        | Macrozamia crassifolia     | SE Queensland                         |
|        | Macrozamia denisonii       | SE Queensland                         |
|        | Macrozamia diplomera       | New South Wales                       |
|        | Macrozamia douglasii       | SE Queensland                         |
|        | Macrozamia dyeri           | Costa sul de Western Australia        |
|        | Macrozamia elegans         | New South Wales                       |
|        | Macrozamia fawcettii       | New South Wales                       |
|        | Macrozamia fearnsidei      | SE Queensland                         |
|        | Macrozamia flexuosa        | New South Wales                       |
|        | Macrozamia fraseri         | SW Western Australia                  |
|        | Macrozamia glaucophylla    | New South Wales                       |
|        | Macrozamia heteromera      | New South Wales                       |
|        | Macrozamia humilis         | New South Wales                       |
|        | Macrozamia johnsonii       | New South Wales                       |
|        | Macrozamia lomandroides    | SE Queensland                         |
|        | Macrozamia longispina      | SE Queensland                         |
|        | Macrozamia lucida          | SE Queensland                         |
|        | Macrozamia macdonnellii    | Macdonnell Ranges, Northern Territory |
|        | Macrozamia machinii        | Queensland                            |
|        | Macrozamia macleayi        | Queensland                            |
|        | Macrozamia miquelii        | SE e centro de Queensland             |
|        | Macrozamia montana         | New South Wales                       |
|        | Macrozamia moorei          | SE e centro de Queensland             |
|        | Macrozamia mountperriensis | SE Queensland                         |
|        | Macrozamia occidua         | SE Queensland                         |
|        | Macrozamia parcifolia      | SE Queensland                         |
|        | Macrozamia pauli-guilielmi | SE Queensland, NW New South Wales     |
|        | Macrozamia platyrhachis    | SE Queensland                         |
|        | Macrozamia plurinervia     | SE Queensland, NE New South Wales     |
|        | Macrozamia polymorpha      | New South Wales                       |
|        | Macrozamia reducta         | New South Wales                       |
|        | Macrozamia riedlei         | SW Western Australia                  |
|        | Macrozamia secunda         | New South Wales                       |
|        | Macrozamia serpentina      | SE Queensland                         |
|        | Macrozamia spiralis        | New South Wales                       |
|        | Macrozamia stenomera       | New South Wales                       |
|        | Macrozamia viridis         | SE Queensland                         |

O género Macrozamia inclui as seguintes espécies:
- Macrozamia cardiacensis - sudeste de Queensland.
- Macrozamia communis - costa este de Nova Gales do Sul.
- Macrozamia concinna - Nova Gales do Sul.
- Macrozamia conferta - sudeste de Queensland.
- Macrozamia cranei - sudeste de Queensland.
- Macrozamia crassifolia - sudeste de Queensland.
- Macrozamia denisoni - suresde de Queensland.
- Macrozamia diplomera - Nova Gales do Sul.
- Macrozamia douglasii - sudeste de Queensland.
- Macrozamia dyeri - costa sul da Austráalia Occidental.
- Macrozamia elegans - Nueva Gales del Sur.
- Macrozamia fawcettii - Nueva Gales del Sur.
- Macrozamia fearnsidei - sureste de Queensland.
- Macrozamia flexuosa - Nueva Gales del Sur.
- Macrozamia fraseri - suroeste de Australia Occidental.
- Macrozamia glaucophylla - Nueva Gales del Sur.
- Macrozamia heteromera - Nueva Gales del Sur.
- Macrozamia humilis - Nueva Gales del Sur.
- Macrozamia johnsonii - Nueva Gales del Sur.
- Macrozamia lomandroides - sureste de Queensland.
- Macrozamia longispina - sureste de Queensland.
- Macrozamia lucida - sureste de Queensland.
- Macrozamia macdonnellii - Cordillera MacDonnell, Territorio del Norte.
- Macrozamia macleayi - Nueva Gales del Sur.
- Macrozamia miquelii - sureste y centro de Queensland.
- Macrozamia montana - Nueva Gales del Sur.
- Macrozamia moorei - sureste y centro de Queensland.
- Macrozamia mountperriensis - sureste de Queensland.
- Macrozamia occidua - sureste de Queensland.
- Macrozamia parcifolia - sureste de Queensland.
- Macrozamia pauli-guilielmi - sureste de Queensland, noreste de Nueva Gales del Sur.
- Macrozamia platyrachis - sureste de Queensland.
- Macrozamia plurinervia - sureste de Queensland, noreste de Nueva Gales del Sur.
- Macrozamia polymorpha - Nueva Gales del Sur.
- Macrozamia reducta - Nueva Gales del Sur.
- Macrozamia riedlei - suroeste de Australia Occidental.
- Macrozamia secunda - Nueva Gales del Sur.
- Macrozamia serpentina - sureste de Queensland.
- Macrozamia spiralis - Nueva Gales del Sur.
- Macrozamia stenomera - Nueva Gales del Sur.
- Macrozamia viridis - sureste de Queensland.

## Galeria

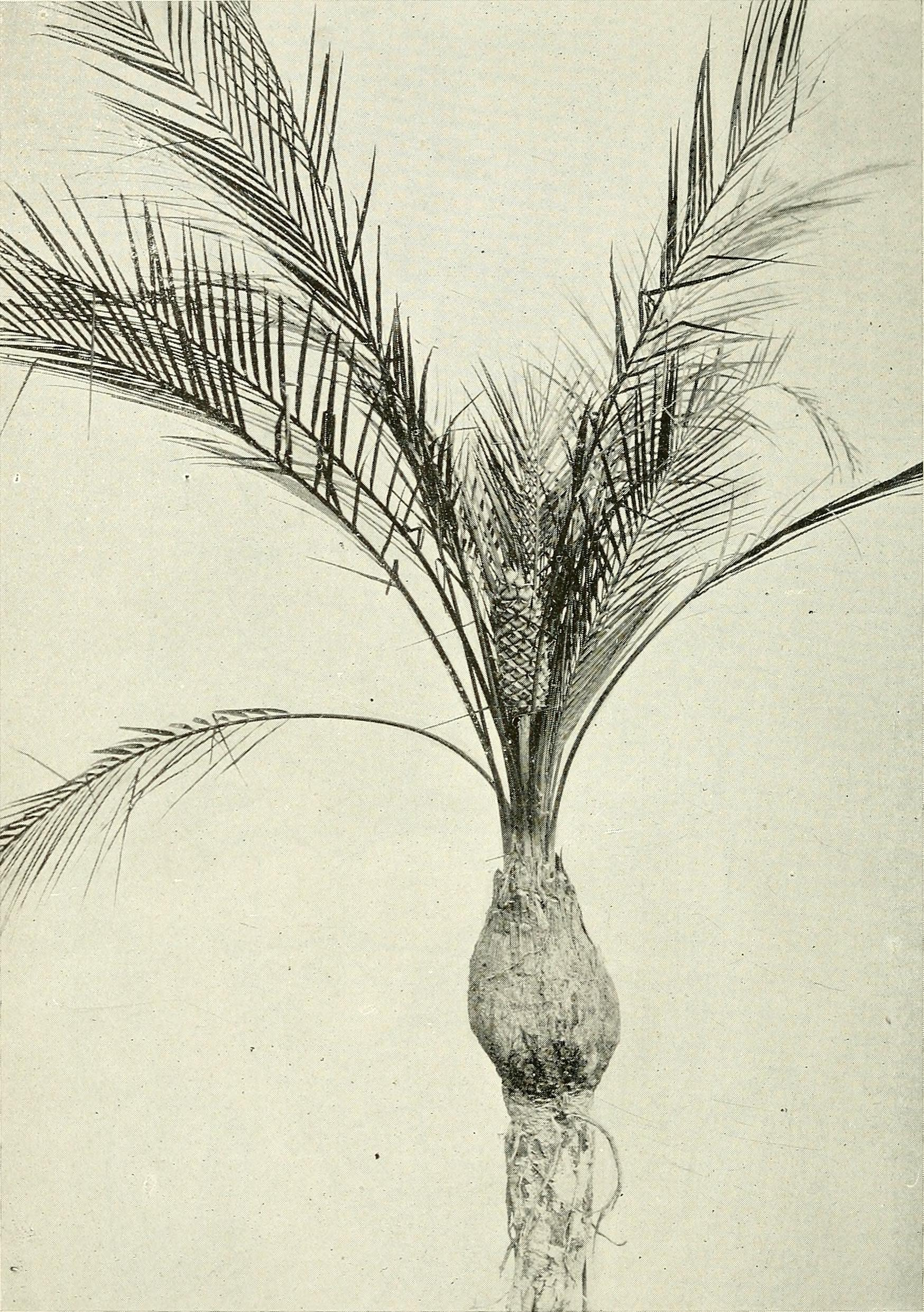
Ilustração mostrando Macrozamia platyrachis.
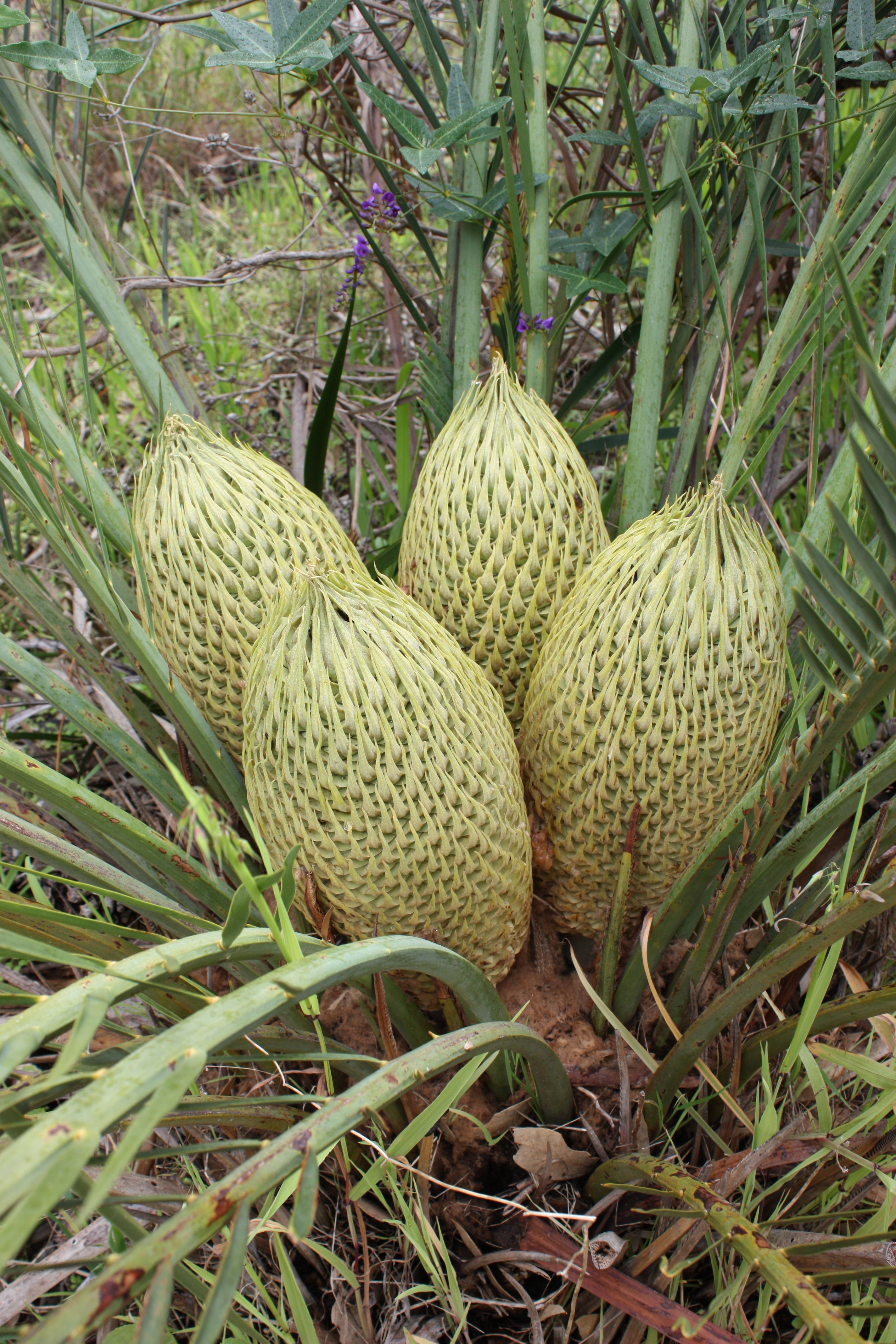
Hábito e cone de Macrozamia fraseri.
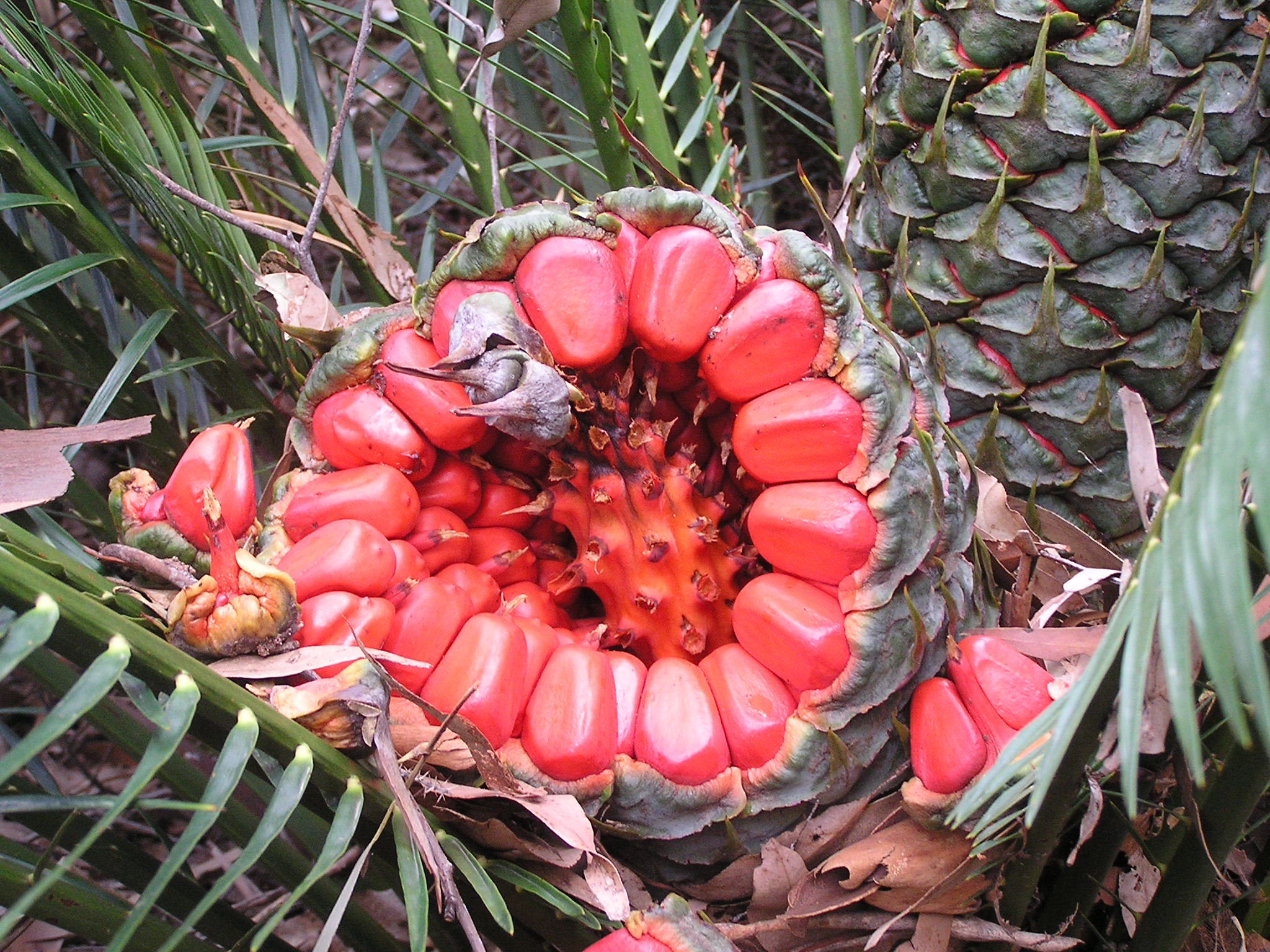
Cone aberto, mostrando as sementes, de Macrozamia communis.
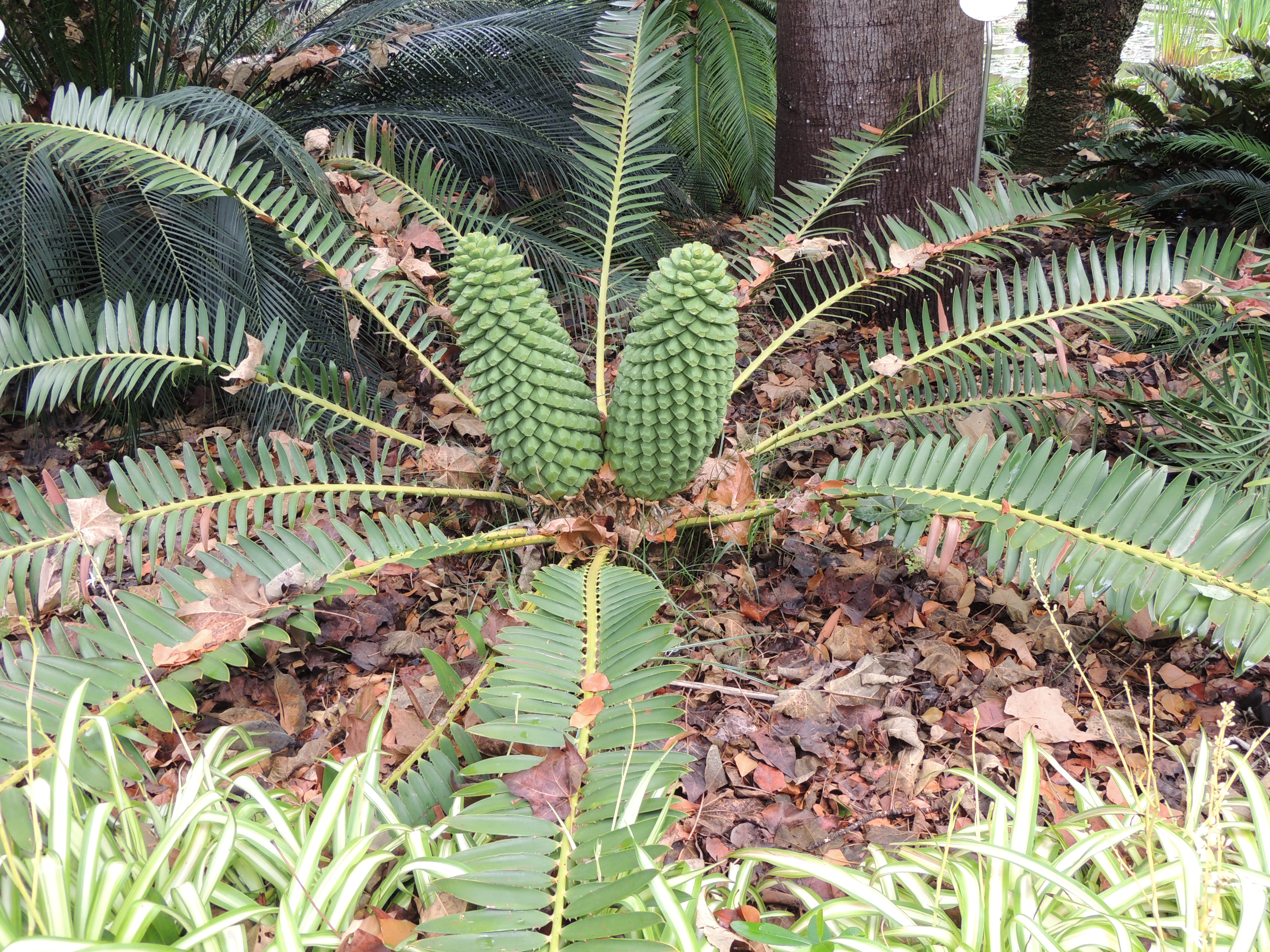
Hábito, folhas e cones de Macrozamia fawcettii.
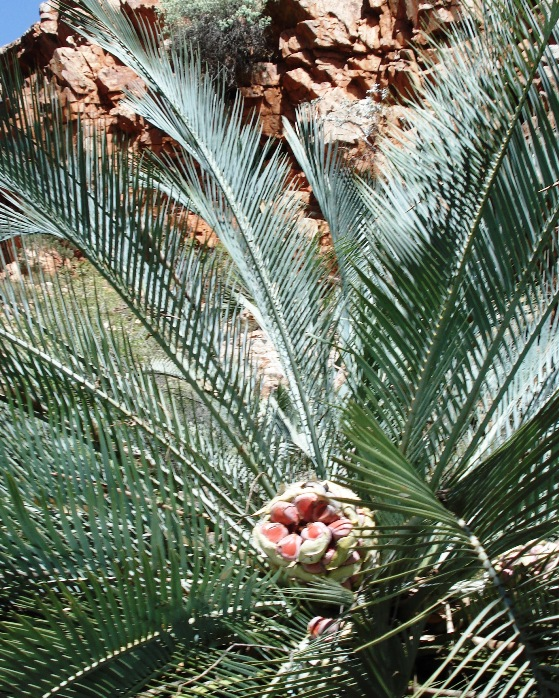
Macrozamia macdonnellii com fruto.
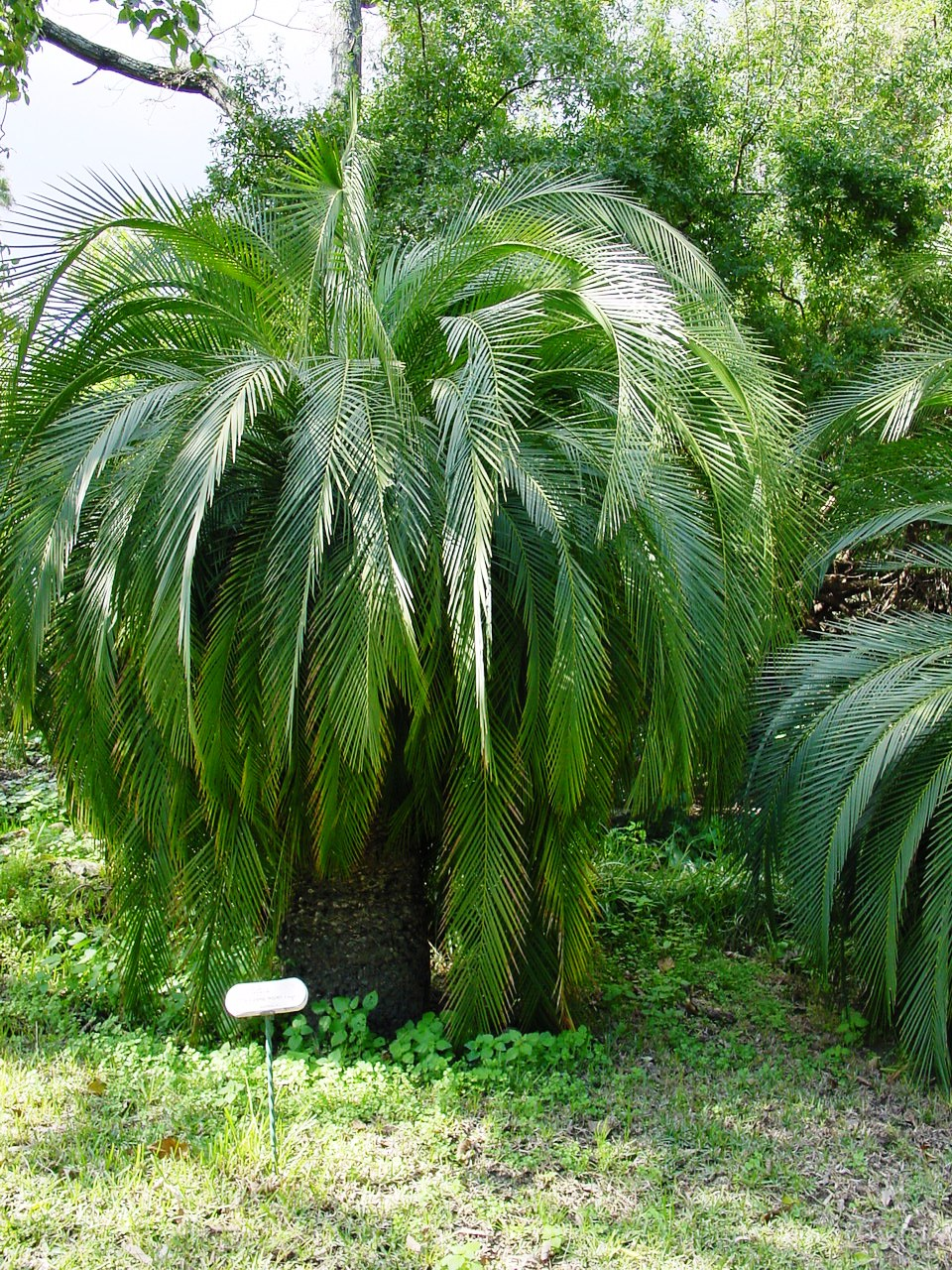
Macrozamia moorei.
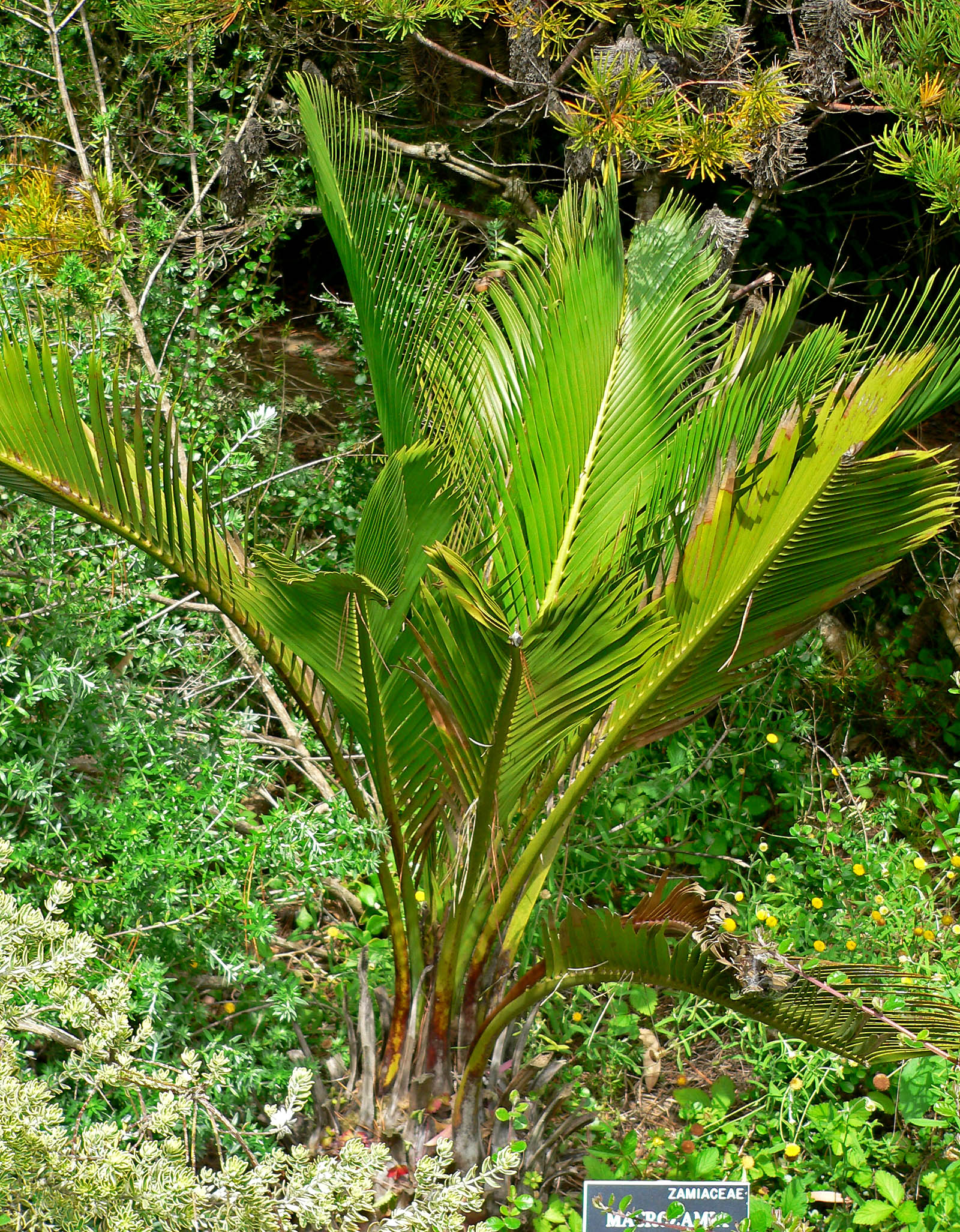
Macrozamia riedlei.
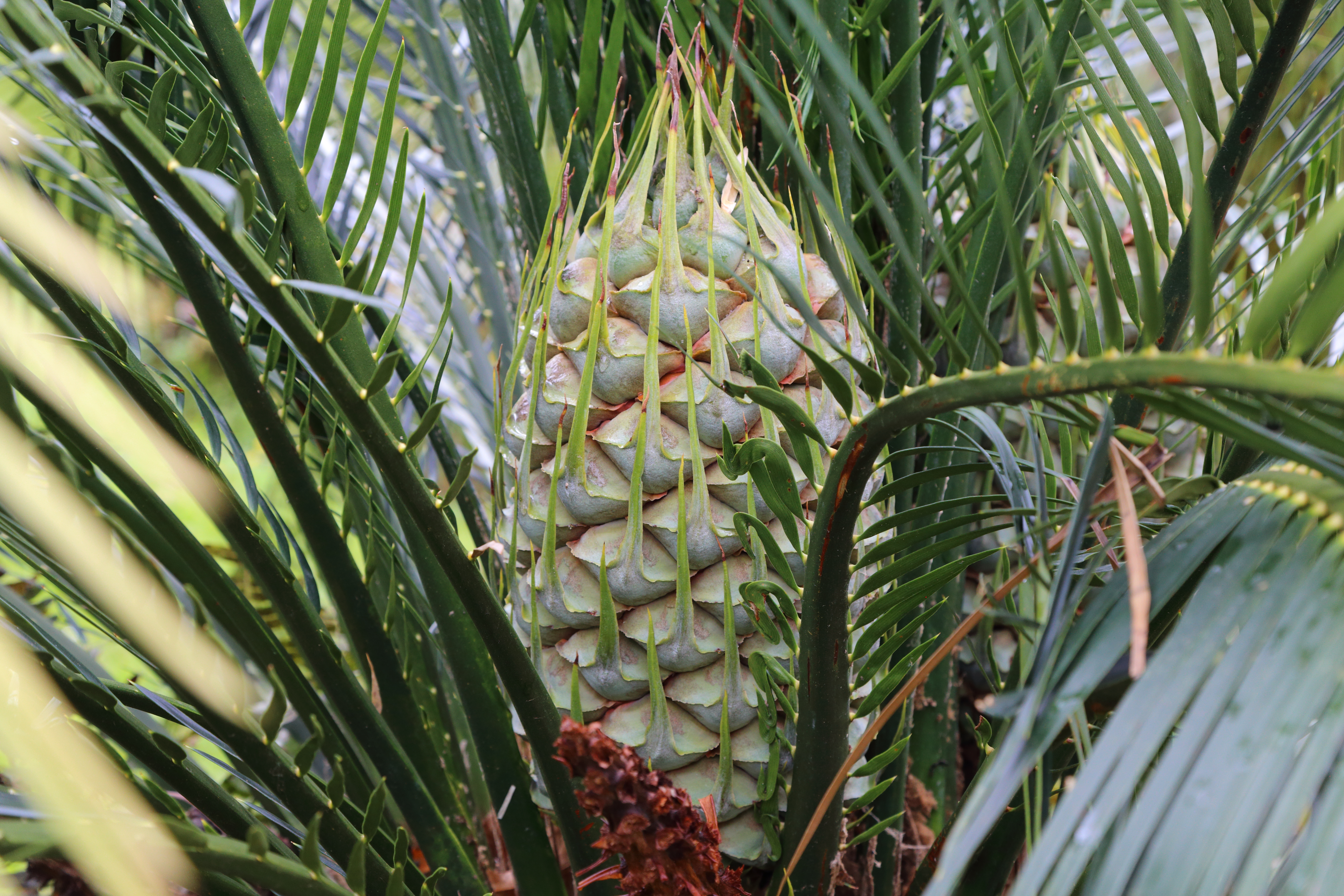
Macrozamia spiralis.